# Sevidzem Ernestine Leikeki
Sevidzem Ernestine Leikeki (1985) è un'attivista camerunese contro il cambiamento climatico e per l'eguaglianza di genere premiata nel 2021 come BBC 100 Women, come ''donna che crea cambiamenti duraturi''.
È la fondatrice di ''Camerun Gender and Environment Watch'', ha lavorato per contrastare il traffico di bambini, nel 2010, nel nord-ovest del Camerun. Ha partecipato all'evento sul cambiamento climatico del Consiglio delle parti delle Nazioni Unite a Glasgow, 2021, COP26, e ha vinto il premio Gender Just Climate Solutions per soluzioni trasformative, nel 2019 e anche nel 2021.

## Biografia
Leikeki ha quattro figli; vive in un'area povera, forestale e agricola. È un'attivista che lavora per l'equità di genere nella protezione ambientale e nell'emancipazione di ragazze e donne. Ha conseguito una laurea in Common Law presso l'Università di Yaounde II.
Leikeki è un'attivista per il clima e il genere, impegnata in attività per il clima che portano a vantaggi e opportunità economiche, nonché nell'educazione ambientale. Ciò include la piantumazione di alberi, l'istruzione sull'estrazione della cera d'api e la produzione di vino al miele, nonché detergenti e lozioni dalla cera d'api. Dice "Il miele è uguale al reddito, è uguale al lavoro, è uguale all'uguaglianza di genere, è uguale alla conservazione". Lavora per responsabilizzare le ragazze e le donne a consentire lo sviluppo sostenibile.
Fino al 2020, Camerun Gender and Environment Watch (CAMGEW), la sua organizzazione, aveva piantato 86.000 alberi per la mitigazione del clima, oltre a fornire educazione ambientale. Il suo progetto mira a difendere i diritti socio-economici e ambientali di donne e ragazze e a promuovere le voci delle donne. La sua organizzazione, ha aiutato oltre 800 donne a sfuggire alla violenza domestica.

## Media
Leikeki ha tenuto un discorso TED nel 2010, dal titolo "Una 'generazione della foresta', vivere in armonia con la natura". È stata relatrice al Global Landscapes Forum, e diffonde nei media il suo lavoro sull'ambiente e sui cambiamenti climatici.

## Premi e riconoscimenti
- 2021 – BBC 100 donne.[13]
- 2021 – Gender Just Climate Solutions.[4]
- 2019 – Gender Just Climate Solutions.[3]